# James Crichton-Stuart
James Frederick Dudley Crichton-Stuart (17 février 1824 - 24 octobre 1891) est un militaire britannique et un homme politique libéral . 

## Biographie
Il est le fils de Patrick Crichton-Stuart et un arrière-arrière-petit-fils du premier ministre John Stuart (3e comte de Bute). Sa mère Hannah est la fille de William Tighe. Il sert dans les Grenadier Guards et atteint le rang de lieutenant-colonel. En 1859, il est élu au Parlement pour Cardiff, siège précédemment occupé par son père, et représente cette circonscription à la Chambre des communes jusqu'en 1880. Entre 1859 et 1891, il remplit également les fonctions de Lord Lieutenant du Buteshire. 
Il épouse Gertrude Frances, fille de George Hamilton Seymour en 1864. Ils ont plusieurs enfants. Crichton-Stuart est décédé en octobre 1891, à l'âge de 67 ans. Sa femme lui survit dix-huit ans et meurt en décembre 1909. 